# Губернатор на Калифорния
Губернаторът на Калифорния е най-висшият пост на изпълнителната власт в щатското правителство, чиито задължения включват ежегодната реч за състоянието на щата, внасянето на щатския бюджет и следене за спазването на щатските закони.
Службата на Губернаторът на Калифорния е създадена през 1849 г. преди Калифорния да стане щат на САЩ, когато е била част от Мексико. До 3 януари 2011 г. губернатор на Калифорния бе Арнолд Шварценегер, чийто първи мандат започна на 17 ноември 2003 г. За втори мандат Арнолд е преизбран на 7 ноември 2006 г.
Един от губернаторите на Калифорния, Роналд Рейгън, успешно се кандидатира и е избран и за президент на САЩ, а друг кандидат за губернатор на Калифорния, който не е избран за губернатор, по-късно успешно се кандидатира и е избран за президент на САЩ, Ричард Никсън.